# Südkoreanische Badmintonmeisterschaft 2009
Die Südkoreanische Badmintonmeisterschaft 2009 fand Mitte Dezember 2009 in Yeonggwang statt. Es war die 50. Auflage der Titelkämpfe.

## Austragungsort
- Manseok Indoor Gymnasium

## Medaillengewinner
| Disziplin    | Gold                        | Silber                       | Bronze                         |
| ------------ | --------------------------- | ---------------------------- | ------------------------------ |
| Herreneinzel | Park Sung-hwan              | Hong Ji-hoon                 | Son Wan-ho                     |
| Herreneinzel | Park Sung-hwan              | Hong Ji-hoon                 | Hwang Jong-soo                 |
| Dameneinzel  | Bae Yeon-ju                 | Seo Yoon-hee                 | Lee Yun-hwa                    |
| Dameneinzel  | Bae Yeon-ju                 | Seo Yoon-hee                 | Kwon Hee-sook                  |
| Herrendoppel | Yoo Yeon-seong Kim Dae-sung | Hwang Ji-man Shin Baek-cheol | Ko Sung-hyun Kwon Yi-goo       |
| Herrendoppel | Yoo Yeon-seong Kim Dae-sung | Hwang Ji-man Shin Baek-cheol | Jung Jae-sung Han Sang-hoon    |
| Damendoppel  | Ha Jung-eun Park Sun-young  | Kim Min-jung Jang Hye-ock    | Kang Joo-young Jung Kyung-eun  |
| Damendoppel  | Ha Jung-eun Park Sun-young  | Kim Min-jung Jang Hye-ock    | Lee Kyung-won Park So-ri       |
| Mixed        | Ko Sung-hyun Ha Jung-eun    | Yoo Yeon-seong Kim Min-jung  | Hwang Ji-man Jung Kyung-eun    |
| Mixed        | Ko Sung-hyun Ha Jung-eun    | Yoo Yeon-seong Kim Min-jung  | Shin Baek-cheol Park Sun-young |

## Finalergebnisse
| Disziplin    | Sieger                      | Finalist                     | Ergebnis            |
| ------------ | --------------------------- | ---------------------------- | ------------------- |
| Herreneinzel | Park Sung-hwan              | Hong Ji-hoon                 | 21-12, 21-15        |
| Dameneinzel  | Bae Yeon-ju                 | Seo Yoon-hee                 | 21-19, 21-11        |
| Herrendoppel | Yoo Yeon-seong Kim Dae-sung | Hwang Ji-man Shin Baek-cheol | 21-19, 21-15        |
| Damendoppel  | Ha Jung-eun Park Sun-young  | Kim Min-jung Jang Hye-ock    | 21-19, 21-12        |
| Mixed        | Ko Sung-hyun Ha Jung-eun    | Yoo Yeon-seong Kim Min-jung  | 21-13, 22-24, 24-22 |